# Microvalgus turei
Microvalgus turei är en skalbaggsart som beskrevs av Franz Antoine 1997. Microvalgus turei ingår i släktet Microvalgus och familjen Cetoniidae. Inga underarter finns listade i Catalogue of Life.